# Mionne
Die Mionne, im Lokaldialekt des Patois auch Mionna und Mionnaz genannt, ist ein rund 13 km langer rechter Nebenfluss der Broye in den Schweizer Kantonen Freiburg und Waadt. Sie entwässert einen Abschnitt des höheren Mittellandes und gehört zum Einzugsbereich des Rheins. Erstmals erwähnt wurde der Bach 1344 als Miona; von 1521 ist die Bezeichnung Myonaz überliefert.

## Geographie

### Verlauf
Das Quellgebiet der Mionne befindet sich auf ungefähr 890 m ü. M. in der Haute-Veveyse auf dem Gemeindegebiet von La Verrerie im Kanton Freiburg, nahe dem Alpenrand. Die Mionne fliesst nach Südwesten und nimmt bei Grattavache von rechts den Seitenbach Ruisseau de Lavau auf, der im Naturschutzgebiet La Mosse-d'en Bas bei Le Crêt entspringt. In einer breiten Talmulde verläuft die Mionne mit nur sehr geringem Gefälle in kleinen Mäandern weiter nach Südwesten durch die Molassehöhen im Alpenvorland.
Unterhalb des Dorfes Saint-Martin tritt der Bach auf Waadtländer Kantonsgebiet über. Hier tieft sich die Mionne mit einem Kerbtal in die Umgebung ein und überwindet auf 2 km Streckenlänge im Bereich des Bois de l'Erberey am östlichen Rand der Haute-Broye eine Höhendifferenz von fast 100 m. Bei Palézieux erreicht sie die breite Talsenke der oberen Broye und mündet südlich von Oron-la-Ville auf 620 m ü. M. in die Broye.

### Einzugsgebiet
Das Einzugsgebiet der Mionne ist 18,2 km² gross und besteht zu 17,1 % aus bestockter Fläche, zu 82,6 % aus Landwirtschaftsfläche und zu 0,3 % aus Siedlungsfläche.
Die Flächenverteilung

### Zuflüsse
- Ruisseau de Lavau (rechts)
- Ruisseau du Chevillard (rechts)
- Ruisseau de la Saubetta (rechts)
- Ruisseau de la Sauba (rechts)
- Ruisseau de l’Enfer (rechts)

## Charakter
Der Bachlauf der Mionne ist auf weite Strecken in natürlichem oder naturnahem Zustand erhalten. Er wird auch in den offenen Talabschnitten meist von einem schmalen Waldsaum begleitet. Die Mionne ist durch ein pluviales Abflussregime geprägt. Ihre Wasserkraft wurde früher an verschiedenen Orten für den Betrieb von Mühlen (Moulin de Villard bei Saint-Martin) und Sägereien genutzt.

## Hydrologie
An der Mündung der Mionne in die Broye beträgt ihre modellierte mittlere Abflussmenge (MQ) 410 l/s und ihr Abflussregimetyp ist pluvial jurassien.
Der  modellierte monatliche mittlere Abfluss (MQ) der Mionne in l/s